# Urdubegis
Urdubegis var en klass av slavar i Mogulriket i Indien som hade till uppgift att agera livvakter för kvinnorna i mogulharemet.
De var slavar, ofta av turkiskt eller tatariskt ursprung, som hade valts ut och undervisats i stridsteknik för att kunna agera livvakter för de kungliga kvinnorna, som aldrig lämnade haremet utan tung övervakning.